# Międzynarodowy Dzień Solidarności z Narodem Palestyńskim
Międzynarodowy Dzień Solidarności z Narodem Palestyńskim (ang. International Day of Solidarity with the Palestinian People) – coroczne międzynarodowe święto obchodzone 29 listopada, w rocznicę przyjęcia rezolucji nr 181 z 1947 roku o podziale Palestyny. Święto zostało ustanowione przez Zgromadzenie Ogólne ONZ rezolucją 32/40 B z 2 grudnia 1977 roku i po raz pierwszy obchodzone było w roku 1978.

## Zobacz  też
- Międzynarodowe Dni i Tygodnie ONZ